# Carballo (kommunhuvudort)
Carballo är en kommunhuvudort i Spanien.   Den ligger i provinsen Provincia da Coruña och regionen Galicien, i den nordvästra delen av landet, 500 km nordväst om huvudstaden Madrid. Carballo ligger 111 meter över havet och antalet invånare är 30 990.
Terrängen runt Carballo är kuperad söderut, men norrut är den platt. Runt Carballo är det ganska tätbefolkat, med 144 invånare per kvadratkilometer. Carballo är det största samhället i trakten. I omgivningarna runt Carballo växer i huvudsak blandskog.